# Société québécoise d'histoire de la pharmacie
 (octobre 2018).
La Société québécoise d’histoire de la pharmacie (SQHP) a été fondée en octobre 2012, à Québec.  
Son objectif est de faire découvrir au grand public comme aux étudiants, aux historiens et aux gens des professions de santé, tout ce qui a marqué l’évolution de la pharmacie au Québec. 
Elle est membre représentante du Canada à la Société internationale d'histoire de la pharmacie
Elle est membre de la Fédération des Sociétés d’histoire du Québec.
La SQHP gère une importante collection d’objets, d’archives et d’imprimés en histoire de la pharmacie (3700 artefacts) et un fonds documentaire, dont un fonds d’enregistrements de témoignages sonores et audiovisuels.  
Elle organise et participe à des expositions (prêts d’objets, consultation).  
Elle organise également  un programme annuel d’activités à caractère académique grand public (conférences, symposium, visites guidées, etc.)
Elle édite annuellement sa revue PHARMACOPOLIS, qui diffuse les publications richement illustrées sur l’histoire de la pharmacie au Québec, écrites par des pharmaciens, étudiants, professeurs, historiens, archivistes, journalistes, collectionneurs, québécois, canadiens, et internationaux.

## Membres fondateurs
- Gilles Barbeau, professeur émérite de pharmacie, doyen retraité de la Faculté de pharmacie de l’Université Laval, Ville de Québec
- Jean Lefebvre, pharmacien, professeur agrégé et doyen de la Faculté de pharmacie de l’Université Laval, Ville de Québec
- Jacques Mathieu, historien, professeur émérite et doyen retraité de la Faculté des Lettres et des sciences humaines de l’Université Laval, Ville de Québec
- Juliette Delrieu, historienne, archiviste
- Suzette Mathieu, retraitée[1],[2],

## Collections
La collection de la Société québécoise d'histoire de la pharmacie compte, en 2018, plus de 3700 objets, archives et imprimés (19e et 20e siècles) utiles à l'histoire de la pharmacie du Québec et à sa compréhension. La gestion de cette collection s'appuie sur les normes de gestion des collections de la SMQ.

## Expositions
- 2017 : 1617-2017: L'héritage de Louis Hébert.400 ans de pharmacie au Québec, Université Laval, Ville de Québec, Bibliothèque de l'Université Laval, Pavillon Jean-Charles-Bonenfant et Pavillon Alexandre-Vachon, salle Alcan, du 19 avril 2017 au 23 mars 2018[3],[4].
- 2013 : Edmond Giroux (1838-1905) pharmacien, figure illustre d'une dynastie de pharmaciens québécois. Faculté de pharmacie de l’Université Laval, Ville de Québec, Semaine de la culture, 22-29 septembre 2013[5]

## Publications de la SQHP
- Pharmacopolis, première revue québécoise d’histoire de la pharmacie[6]
- Pharmacopolis, n°1, 2014, 55 p.
- Pharmacopolis, n°2, 2015, 60 p.
- Pharmacopolis, n°3, 2016, 48 p.
- Pharmacopolis, n°4, 2017 (en ligne en 2019)
- Pharmacopolis, n°5, 2018 (en ligne en 2020)

## Symposium Louis Hébert
Le 31 mai 2017, à l’occasion du 400e anniversaire de l’arrivée de Louis Hébert et de Marie Rollet à Québec, la Société québécoise d’histoire de la pharmacie organise, en collaboration avec la Commission Franco-Québécoise sur les Lieux de Mémoire Commun],  à l’Université Laval, au pavillon Alphonse-Desjardins, le "Symposium Louis Hébert, apothicaire en Nouvelle-France" afin d'honorer la mémoire de cet apothicaire et de Marie Rollet, son épouse, qui sont considérés comme les premiers colons français du Canada et de la Nouvelle-France.

## Prix
- Prix d'excellence Léonidas-Bélanger - Édition 2015 catégorie "Réalisation-Événement" (3e prix) pour l'exposition "Edmond Giroux (1837-1905) pharmacien, figure illustre d'une dynastie de pharmaciens québécois", Fédération Histoire Québec, Rivière-du-Loup,16 mai 2015[8].

### Ouvrages sur l'histoire de la pharmacie au Québec
- G. Barbeau, Curieuses histoires d’apothicaires, Québec, Éditions du Septentrion, 2018, 207 p.
- J. Mathieu, A. Asselin (collab.), Vie méconnue de Louis Hébert et Marie Rollet (La), Québec, Éditions du Septentrion, 2017, 248 p.
- J. Mathieu, L’anneda, l’arbre de vie,  Québec, Éditions du Septentrion, 2009, 200 p.
- Recueil pharmaceutique. Soixante-quinze années de pharmacie dans Québec. Montréal, Bus Johnston Publications, 1946, 333 p.
- J. Collin, D. Béliveau, Histoire de la pharmacie au Québec. Montréal, Musée de la pharmacie du Québec, 1994, 333 p.
- J. Collin, Changement d'ordonnances. Montréal, Les éditions du Boréal, 1995, 239 p.
- S. Tésio, Histoire de la pharmacie en France et en Nouvelle-France au XVIIIe siècle. Québec, Presses de l'Université Laval, 2009, 331 p.
- JF. Bussières, N. Marando, De l’apothicaire au spécialiste : histoire de la pharmacie hospitalière au Québec. Montréal, APES, 2011, 549 p.

### Ouvrages sur Louis Hébert
- J. Mathieu, A. Asselin (collab.), Vie méconnue de Louis Hébert et Marie Rollet (La), Québec, Éditions du Septentrion, 2017, 248 p.
- G. Goulet, T. Goulet, Louis Hébert and Marie Rollet, Canda's Premier Pioneers. Calgary, Fabjob Inc. 2007, 192 p.[9]
- F. Légaré, Louis Hébert , premier colon en Nouvelle-France.  Montréal, XYZ éd. 2004, 155 p.
- M. Bouvet, L'apothicaire Louis Hébert, premier colon français du Canada. Cahors couslant, Extrait de la Revue d'histoire de la pharmacie, no 143, décembre 1954
- A. Couillard Després, Louis Hébert, premier colon canadien et sa famille. Paris, Desclée, De Brouwer & Co. 1913, 152 p.
- L. Conan, Louis Hébert, premier colon du Canada. Québec, Imprimerie de "L'Évènement" 1912, 39 p.